# De jonge jaren van Oom Dagobert
De jonge jaren van Oom Dagobert (The Life and Times of Scrooge McDuck) is een serie stripverhalen over het leven van Dagobert Duck. Deze zijn geschreven en getekend door Don Rosa, met aanwijzingen van Carl Barks. Hij is in 1991 begonnen met twaalf delen en later heeft hij er nog enkele delen bijgemaakt, en verhalen die als extra delen beschouwd kunnen worden. 
In Nederland werd de serie aanvankelijk gepubliceerd in het stripmaandblad Donald Duck Extra. De twaalf oorspronkelijke delen staan in de serie Oom Dagobert – De avonturen van een steenrijke eend, deel 53 tot en met 57. 
Een typisch kenmerk van de verhalen is dat ze aantal historische verwijzingen bevatten. Zo komt Oom Dagobert in aanraking met werkelijke historische figuren zoals Buffalo Bill, de beroemde sheriff Wyatt Earp en de Amerikaanse president Theodore Roosevelt.

## Delen
- 0. Van Ducks dubbeltje tot dwaze heksen: (1877) Zwarte Magica reist terug naar 1877 op de dag dat Dagobert zijn allereerste dubbeltje (het latere geluksdubbeltje) verdient. Na enige moeite krijgt Magica het dubbeltje in handen. Maar dan beseft ze dat ze er op deze manier niets aan heeft, aangezien Dagobert het dubbeltje zelf moet verdienen wil het zijn magische kracht behouden. Zo is Magica genoodzaakt het dubbeltje weer aan Dagobert te geven. Hoewel dit volgens Don Rosa geen deel is van het levensverhaal, wordt het vrijwel altijd wel als zodanig gezien.
- 1. De laatste van de clan McDuck: (1877-1880) Dagobert verdient op zijn tiende verjaardag bij het schoenpoetsen zijn eerste dubbeltje. Hij verdient hierna steeds meer en vertrekt tot slot op zijn 13e als bootsjongen naar Amerika.
- 2. Koning van de Mississippi: (1881-1882) Dagobert gaat samen met zijn oom Angus McDuck op zoek naar het wrak van een tientallen jaren eerder gezonken schip met goud. De Zware Jongens van de oude generatie zijn op zoek naar hetzelfde schip, waarna er een gevecht volgt midden op de Mississippi. Uiteindelijk weten Dagobert en Angus de bende te verslaan.
- 3. De schrik van de wildernis: (1882-1883) Onder de Naam Buck Duck wordt Dagobert enige tijd cowboy. Ook ontmoet hij Roosevelt hier voor het eerst.
  - 3-b. De cowboy-kapitein van de Cutty Sark: (1883) Dagobert reist voor zijn baas met vee naar Java en raakt betrokken bij de uitbarsting van de Krakatau.
- 4. De koning van de Koperheuvel: (1883-1885) Dagobert stort zich op de lucratieve koperhandel. Hiervoor reist hij naar Montana, waar hij zijn eerste ontmoeting heeft met een van zijn belangrijkste latere concurrenten, John D. Rockerduck.
- 5. De nieuwe heer van Kasteel McDuck: (1885) Dagobert betaalt de achterstallige belastingen af voor zijn familiekasteel in Schotland, zodat hij er zelf de eigenaar van wordt. De Whiskervilles proberen dit te verhinderen. Dagobert verliest in eerste instantie en komt bij zijn voorouders in het hiernamaals terecht, maar wordt door hen teruggestuurd naar de Aarde omdat zijn taak om de rijkste eend ter wereld te worden nog niet is volbracht.
- 6. De schrik van Transvaal: (1886-1889) Dagobert zoekt goud in Zuid-Afrika. Hier heeft hij zijn eerste ontmoeting met Govert Goudglans, wiens naam hij dan echter nog niet te horen krijgt.
  - 6-b. De beschermer van Beulshart Klif: Dagobert ontmoet oom Angus en Buffalo Bill waarvoor hij eerder als Buck Duck heeft gewerkt opnieuw. Zijn oom werkt nu in een circus waar Buffalo de baas is, en waar de Daltons geld stelen. Dagobert besluit te helpen om deze boeven terug te pakken.
- 7. Het droomverhaal: (1893-1896) Dagobert zoekt zijn fortuin in Australië. Dit verhaal bevat veel verwijzingen naar de Aboriginal-cultuur.
- 8. De argonaut van de Witte Kwelling Kreek: (1896-1897) Dagobert vindt goud in Klondike. Hier komt hij Knappe Kitty voor het eerst tegen, en rekent hij af met Gerrit Gladsnuit die hem chanteert.
  - 8-b. De gevangene van de witte kwelling Kreek: (1897) Dit verhaal gaat over de maand dat Kitty moest werken voor Dagobert op zijn claim. Dit verhaal is volgens veel mensen erg omstreden, omdat er in de originele versie veel seksueel getinte verwijzingen zitten. In de Nederlandse versie zijn deze zo veel mogelijk weggelaten.
    - 8-c. Bevroren harten: (1898) Een gevoelig verhaal met Knappe Kitty.
- 9. De miljardair van Somber Moeras: (1898-1902) Dagobert keert als miljardair terug naar Schotland, waar hij een tijdje blijft. In die tijd merkt hij dat hij in Schotland niet meer thuishoort. Uiteindelijk vertrekt hij met zijn twee zussen Doortje en Hortensia naar Amerika, waar ze in contact komen met Dora Duck-Prul en haar gezin, de latere schoonfamilie van Dagobert.
- 10. De bezetter van Fort Duckburg: (1902) Dagobert gaat in Duckstad wonen. Tijdens een belegering ontmoet hij Roosevelt weer, die nu president is.
  - 10–b Topdeal in Panama: (1906)
- 11. De rijkste eend ter wereld: (1909-1930) Dagobert wordt officieel de rijkste eend ter wereld, maar raakt tegelijk steeds meer vervreemd van de wereld om hem heen. Uiteindelijk blijft hij alleen achter zonder dat iemand van zijn familie nog iets van hem wil weten. Inmiddels wordt hij ook achtervolgd door een zombie uit Afrika.
- 12. De kluizenaar van Villa Duck: (1947) Het is Kerstmis, en Dagobert leeft teruggetrokken en verbitterd in zijn villa. Hij heeft zijn tweede ontmoeting met zijn nu volwassen neef Donald Duck, en zijn eerste ontmoeting met Kwik, Kwek en Kwak. Ook gaat hij hier weer de confrontatie aan met een grotendeels nieuwe generatie Zware Jongens.